# Bataille de Baïji
Guerre d'Irak
La bataille de Baïji a lieu lors de la guerre d'Irak. Pendant plusieurs mois, les forces gouvernementales et les djihadistes se disputent le contrôle de la ville et de sa raffinerie pétrolière, la plus importante d'Irak.

## Déroulement
Le 11 juin 2014, après avoir pris la ville de Mossoul, les djihadistes de l'EIIL entrent avec une soixantaine de véhicule dans la ville de Baïji et libèrent plusieurs détenus. Leur objectif est ensuite de prendre le contrôle de la raffinerie pétrolière de la ville (en), qui est également la plus grande d'Irak. Celle-ci est gardée par 250 hommes, mais une délégation de chefs tribaux est envoyée par les djihadistes afin de négocier avec eux. Les gardes acceptent la proposition des rebelles et choisissent de se retirer.
Cependant les forces gouvernementales (en) reprennent la raffinerie le 12 juin, et le 18 juin à l'aube, les insurgés lancent l'assaut,. Les deux camps affirment avoir pris l'avantage et selon les forces gouvernementales une quarantaine d'insurgés sont tués ou blessés. Selon un responsable de la raffinerie, les djihadistes prennent « les unités de production, le bâtiment administratif et quatre tours de contrôle » soit environ les trois quarts de la raffinerie. Mais les forces de sécurité auraient ensuite repris le dessus après des combats autour de la salle de contrôle du site. Finalement, le 19 juin, l'armée (en) repousse les insurgés et reprend le contrôle de la raffinerie de Baïji.
Le 24 juin, l'EIIL et les rebelles sunnites lancent un nouvel assaut contre la raffinerie. Selon des responsables gouvernementaux, l'attaque est une nouvelle fois repoussée et 19 insurgés sont tués. L'aviation intervient lors des combats et contribue à refouler les assaillants, mais elle tue également 19 civils (tous des femmes et des enfants).
Le soir du 23 août, l'EI lance un nouvel assaut contre la raffinerie.
Le 1er novembre, l'armée irakienne reprend aux djihadistes deux quartiers de la ville de Baïji. Le 7, les forces irakiennes ont repris le contrôle des quartiers du sud, de l'est et du nord de la ville. Le 14 novembre, l'armée irakienne reprend le contrôle de la totalité de la ville, et le 15, elle brise le siège de la raffinerie.
Mais le 12 décembre, plusieurs semaines après avoir été chassés de Baïji, les djihadistes repartent à l'assaut de la ville et de sa raffinerie. Le 17, les hommes de l'État islamique pénètrent à nouveau dans la ville et forcent les troupes irakiennes à reculer. Le 21 décembre, l'EI prend le contrôle de la totalité de la ville et encercle les loyalistes retranchés dans la raffinerie. L'armée irakienne envoie alors en renfort trois brigades, dont une blindée, qui arrive dans la soirée dans une base aérienne située à une trentaine de kilomètres au sud,.
Le 11 avril 2015, l'EI lance une nouvelle attaque sur la raffinerie. Selon l'armée une vingtaine de djihadistes sont tués ce jour-là, dont trois kamikazes,. Cependant les combattants de l'EI progressent dans la raffinerie, dont les défenseurs, encerclés, sont coupés de tout renfort. Le 15 avril, les djihadistes prennent le contrôle de l'institut du pétrole, du service des produits et des transports et de certaines rues à l'intérieur du site. Le 16, l'armée irakienne détache un bataillon en renfort vers le site, où les combats continuent de faire rage,. 
Le 7 mai, les djihadistes lancent une nouvelle offensive, l'issue des combats semble alors incertaine selon le Pentagone,. 
Début juin, selon le porte-parole du département américain de la Défense, une colonne des forces irakiennes parvient à faire sa jonction avec des troupes retranchées depuis plusieurs mois dans le nord-ouest de la raffinerie.
Le 11 juin, la ville aurait été reprise par les forces irakiennes menées par les Hachd al-Chaabi. Les djihadistes contrôlent cependant toujours une partie de la raffinerie.
Le 13 juin, l'EI engage quatre véhicules suicides sur le quartier général local des milices chiites dans la localité d'Al-Hajaj (en), à une dizaine de kilomètres au sud de la ville de Baïji. L'attaque fait 11 morts.
Le 14 octobre, l'armée irakienne soutenue par des miliciens majoritairement chiites lancent un assaut visant à reprendre la ville de Baïji. Ils commencent leur opération par le Sud et s'efforcent de progresser vers le centre de la ville. L'assaut est appuyé par des frappes aériennes américaines et irakiennes.
Le 15 octobre, l'armée irakienne reprend le contrôle de la majeure partie de la raffinerie de Baïji.
Le 22 octobre, l'armée irakienne affirme que 19 fosses communes contenant les dépouilles de 365 djihadistes de l'EI ont été découvertes à Baïji par les Hachd al-Chaabi.

## Suites
Le 16 août 2017, cinq hommes de l'État islamique équipés de ceintures explosives mènent un raid contre des bâtiments des forces de sécurité (en), à Baïji, dans le quartier d'al-Masafi : sept soldats sont tués et six blessés par les kamikazes.

## Vidéographie
- [vidéo] Reuters : Irak : les rebelles de l'EIIL paradent dans les rues de Baïji
- [vidéo] Le Monde : Irak : les combats continuent à Baïji.